# Bombylius koreanus
Bombylius koreanus är en tvåvingeart som beskrevs av Paramonov 1926. Bombylius koreanus ingår i släktet Bombylius och familjen svävflugor. Inga underarter finns listade i Catalogue of Life.